# František Borgiáš Doležel
František Borgiáš Doležel (8. října 1882, Chrudichromy – 10. února 1961, Boskovice) byl český římskokatolický duchovní a dlouholetý „strážce baziliky svatého Prokopa“.

## Životopis
František Borgiáš Doležel absolvoval teologii roku 1907, téhož roku byl vysvěcen na kněze. V roce 1908 nastoupil službu na třebíčské faře a v Třebíči zůstal dalších 50 let. V roce 1920 se stal farářem v bazilice. Z jeho popudu se ustavila Jednota pro zabezpečení basiliky sv. Prokopa v Třebíči-zámku. Za vlastní realizací obnovy baziliky stál architekt Kamil Hilbert.
Monsignorem byl Doležel ustanoven roku 1938. O devět let později převzal úřad třebíčského děkana; ten vykonával 11 let.
| „ | Velké dílo, – zabezpečení basiliky sv. Prokopa v Třebíči-zámku zevně, zvláště zabezpečení velké a malé apsidy, presbytáře, sakristie, vedlejší lodi a zvláště sev. staroslavné předsíně a nádherného světoznámého portálu … jest ukončeno. Dílo toto jest ohromné a velkolepé. Dálo se nehlučně, ale svědomitě, úsporně a více než dochvilně (o celý rok jest dříve dokončeno, než vedoucími stát. úřady bylo uloženo); budovalo se s příkladnou a až dojemnou obětavostí, jakou široko sotva možno nalézti a pozorovati. (…) Velikost vykonaného díla vynikne teprve, uvážíme-li, z jakých skrovných prostředků toto odpovědné dílo vyrostlo. Vždy až po vykonaných pracích vyplácené roční subvence státní i zemské činívaly třetinu celého nákladu. Dvě třetiny zbývající musela si Jednota sehnati sama z darů četných návštěvníků, kteří přišli i z dálky, ba i z cizích zemí tuto „kamennou pohádku“ (jak se o basilice vyslovovali), nejen si prohlédnouti, ale byvše vlídně přijati a basilikou s patřičným výkladem provedeni, též štědře podpořit. K předčasnému a úspornému dokončení zabezpečených částí přispěla zvláště příkladná a obdivuhodná obětavost farníků, kteří podle potřeby často v ranních i večerních hodinách s nynějším strážcem basiliky dlouho, radostně a pilně zdarma nádenické práce konali a potřebný materiál placeným dělníkům k ruce připravovali… | “ |